# Lecteria hirsutipes
Lecteria hirsutipes är en tvåvingeart som beskrevs av Riedel 1920. Lecteria hirsutipes ingår i släktet Lecteria och familjen småharkrankar.
Artens utbredningsområde är Tanzania. Inga underarter finns listade i Catalogue of Life.